# Lưu Tâm Du
Lưu Tâm Du (刘心悠) nguyên danh Lưu Phàm Bình sinh ngày 01 tháng 4 năm 1981 ở Tân Bắc, Đài Loan. Cô là một nữ diễn viên, người mẫu người Đài Loan có trụ sở tại Hồng Kông. Lưu Tâm Du sinh ra ở Đài Loan nhưng được cha mẹ gửi đến Vancouver, Canada để học từ nhỏ. Năm 2004, Lưu Tâm Du được chọn tham gia quảng cáo trên TV của China Airlines, hãng hàng không lớn nhất của Đài Loan.

## Phim đã tham gia

### Phim truyền hình

#### Trung Quốc
| Năm  | Tên Phim              | Vai diễn              | Kênh trình chiếu |
| ---- | --------------------- | --------------------- | ---------------- |
| 2011 | Bộ bộ kinh tâm        | Mã Nhĩ Thái Nhược Lan | Hồ Nam TV        |
| 2012 | Đường cung yến        | Mạnh Phù              | Hồ Nam TV        |
| 2013 | Truyền thuyết Thổ Địa | Chu Uý Từ             | Shenzhen TV      |
| 2014 | Bộ bộ kinh tình       | Mã Y Nặc              | Chiết Giang TV   |
| 2021 | Sinh hoạt gia đình    | Trình Phàm Dương      |                  |

#### Hồng Kong
| Năm  | Tên phim            | Vai diên      | Kênh trình chiéu   |
| ---- | ------------------- | ------------- | ------------------ |
| 2018 | Thâm cung kế        | Nguyên Nguyệt | TVB                |
| 2019 | Thủ hộ thần         | Đỗ Tâm Như    | Thiệu thị huynh đệ |
| 2022 | Minh minh chi trung | Lý Tâm Nhi    | ViuTV              |